# 実設訓練センター
実設訓練センター（じっせつくんれんセンター）は西日本旅客鉄道（JR西日本）運転取り扱いに従事する社員が、実践的な訓練で基本作業・基本動作を確実に体得できるよう開設された設備であり、実際の駅と同じ設備を持った「実設訓練センター」を8箇所設置している。また、実際の列車を走行させ運転士・車掌の異常時対応能力を向上を図るため在来線を対象にした「神戸乗務員訓練センター」と、新幹線を対象とした「新下関乗務員訓練センター」も設置している。

## 実設訓練センター（8箇所）
- 金沢支社：金沢総合車両所運用検修センター内

開所日：1992年（平成4年）6月1日
設備：単線
- 近畿統括本部京都支社：草津駅構内

開所日：1994年（平成6年）6月22日
設備：単線
- 近畿統括本部大阪支社・神戸支社：社員研修センター内

開所日：1992年（平成4年）4月13日
設備：複線
- 和歌山支社：日根野電車区新在家派出所構内

開所日：1992年（平成4年）8月3日
設備：単線
- 福知山支社：福知山駅構内

開所日：1992年（平成4年）4月22日
設備：単線
- 米子支社：米子駅構内

開所日：1992年（平成4年）9月18日
設備：単線
- 岡山支社：和気駅構内

開所日：1992年（平成4年）4月2日
設備：単線
- 広島支社：徳山実設訓練センター

開所日：1992年（平成4年）4月10日
設備：単線

## 神戸乗務員訓練センター
山陽本線（JR神戸線）兵庫駅 - 鷹取駅間に設けられており、2000年2月1日に使用が開始された。全線が単線で、訓練用の信号機が設置されており、和田岬線を走行する103系で訓練が行われている。

## 新下関乗務員訓練センター
- 新幹線鉄道事業本部（新下関駅）[2]

新下関駅にある保守作業基地（新山口新幹線保線区新下関管理室）構内に設けられており、2000年12月1日に開設された。訓練設備は約1キロメートル。開設当時は訓練用に改修された0系4両編成で行われ、後に100系4両編成で行われていたが老朽化により廃車。2013年4月以降は訓練用シミュレータによる訓練が行われている。